# Danny Bolen
Danny Bolen es un personaje de ficción de la serie Desperate Housewives que aparece en la sexta temporada de la serie.
Está interpretado por el actor Beau Mirchoff.
Está doblado en la versión española por el actor de doblaje Luis Miguel Cajal.

## Información
Danny Bolen vivía junto a sus padres, Angie y Nick, en la ciudad de Nueva York, pero deciden mudarse al barrio de Wisteria Lane. Concretamente a la casa de Mary Alice.
Toda la familia Bolen esconde un misterioso secreto, relacionado con el pasado de la madre...
- Datos: Q2882139